# Develiören
Develiören ist ein Dorf (Köy) im Landkreis Karataş der türkischen Provinz Adana mit 28 Einwohnern (Stand: Ende 2024). Im Jahr 2011 hatte der Ort 39 Einwohner.